# Тысяцкое
Ты́сяцкое — село в Кувшиновском районе Тверской области. Центр Тысяцкого сельского поселения.
Находится к востоку от районного центра Кувшиново, территория села начинается сразу при выезде из города по автодороге «Кувшиново—Тысяцкое—Сурушино». После присоединения в 1980-е годы деревни Малашево (западная часть села) протяженность села вдоль дороги составляет 4 км.
Население по переписи 2002 года — 641 человек, 299 мужчин, 342 женщины.

## История
Старинное русское село. В XVIII—XIX веках — крупный центр лесного промысла.
По данным 1859 года владельческое село Тысяцкое имеет 33 двора и 280 жителей. Во второй половине XIX — начале XX века село Тысяцкое (Козья Гора) было центром Тысяцкой волости Новоторжского уезда Тверской губернии, в 1887 году здесь 58 дворов, 313 жителей. В конце XIX века открыт лесопильный завод, в 1878 году — земская школа.
Советская власть в Тысяцкой волости установлена в декабре 1917 года. В 1930 году создан колхоз «Свободный труд», который после продали и разгромили в 2014 году.
В 1980-е годы к селу присоединена соседняя деревня Малашево (около 100 домов).
В 1989 году в Тысяцком 230 домов, проживали 621 человек, здесь Сельский Совет, центральная усадьба колхоза «Свободный труд», МТФ, сапоговаляльный цех районного КБО, начальная школа, ДК, библиотека, магазин, отделение связи, ФАП, детсад, столовая.

## Население
| 1859 | 1884 | 1989 | 2002 | 2010 |
| ---- | ---- | ---- | ---- | ---- |
| 281  | ↗313 | ↗621 | ↗641 | ↘592 |

## Достопримечательности
Сохранился усадебный комплекс XVIII—XIX веков (владельцы — Мазуровы, Нечаевы): жилой дом, Смоленская церковь (1795), 2 хозпостройки, погреб с валунным гротом, пруд. Парк.